# Miloš Pokorný
Miloš Pokorný, né le 13 janvier 1974, est un joueur professionnel de squash représentant la République tchèque. Il atteint, en janvier 1998, la 179e place mondiale sur le circuit international, son meilleur classement. Il est champion de République tchèque en 1994, 1997 et 1998.

## Palmarès

### Titres
- Championnats de République tchèque : 3 titres (1994, 1997, 1998)